# كارمن كالفو
كارمن كالفو (من مواليد 9 يونيو 1957) سياسية ومؤلف إسبانية، شغلت منصب نائب رئيس وزراء إسبانيا ووزير الرئاسة من 2018 إلى 2021.
ولدت ونشأت في كابرا بإسبانيا، ودرست في جامعة إشبيلية وجامعة قرطبة. وهي حاصلة على درجة الدكتوراه في القانون الدستوري من المؤسسة الأخيرة. شغلت منصب وزيرة الثقافة الإقليمية في الأندلس بين عامي 1996 و2004. كما عملت بين عامي 2004 و2007 كوزيرة للثقافة في حكومة خوسيه لويس رودريغيز ثاباتيرو. منذ يونيو 2017 شغلت منصب سكرتير المساواة في الحزب الاشتراكي. نشرت عدة كتب عن النسوية والمساواة بين الجنسين.